# Князевка (Смоленская область)
Князевка — деревня в Рославльском районе Смоленской области России. Входит в состав Сырокоренского сельского поселения. Население — 2 жителя (2007 год). 
Расположена в южной части области в 50 км к северо-востоку от Рославля, в 26 км севернее автодороги А101 Москва — Варшава («Старая Польская» или «Варшавка»), на берегу реки Жарна. В 22 км севернее деревни расположена железнодорожная станция Жегловка на линии Смоленск — Сухиничи. 

## История
В годы Великой Отечественной войны деревня была оккупирована гитлеровскими войсками в августе 1941 года, освобождена в сентябре 1943 года.